# تيمك (كورك وناريتش)
تیمك (بالفارسية: تمیک) هي مستوطنة تقع في إيران في البلدة المركزية. يقدر عدد سكانها بـ 500 نسمة بحسب إحصاء 2016.